# エルウィン・フェルヴェッケン
エルウィン・フェルヴェッケン（Erwin Vervecken、1972年3月23日 - ）は、ベルギー、ヘレンタルス出身の自転車競技（シクロクロス）選手。自転車競技Web等では、エルウィン・ヴェルヴェッケンという表記が一般的に用いられている。
2001年、2006年、2007年のシクロクロス世界チャンピオン。1994年の世界選手権で3位に入って以降、シクロクロスの第一人者としての地位を確立しており、こと世界選手権に限って言えば、同胞のスヴェン・ネイス（優勝1回）よりも実績を有している。この他、1996年のベルギー・シクロクロス選手権を制している。また、2006年のツアー・オブ・ジャパンにも出場経験がある。